# Jarmila Buzková
Jarmila Buzkova est une réalisatrice de documentaires d'origine tchèque installée en France, aussi traductrice.

## Biographie
Ancienne élève de la FAMU (l'école supérieure de cinéma de Prague), Jarmila Buzkova a fui la Tchécoslovaquie communiste pour la Belgique, puis Venise et New-York, avant d'arriver à Paris en 1986. Elle commença sa carrière en tant qu'assistante-réalisatrice de Benoît Jacquot dans des œuvres (Adolphe et La Vie de Marianne) qui furent tournés dans des chateaux tchèques. Elle s'est ensuite orientée vers la réalisation de documentaires.
En compagnie de Nadine Trintignant et Alain Corneau, elle a vécu la Révolution de Velours à Prague.

## Filmographie

### Réalisatrice
- 2004 : Bata, la famille qui voulait chausser la planète[4] : « L'idée de retracer la saga Bata lui est venue en 2001, au moment où l'usine de Bata-Hellocourt, en Moselle, déposait le bilan, une usine autour de laquelle tout avait été aménagé pour le bien-être des ouvriers, des magasins d'alimentation aux divertissements, dans l'enceinte de cette "Bataville". »[5]
- 2007 : Tous Européens ! Iliana (Bulgarie)[6]
- 2008 : Le Droit Chemin  — à propos de Christian Laplanche[7]
- 2009 : Václav Havel, l'éternel insurgé[8]
- 2013 : Opération anthropoïde - Éliminer le SS Heydrich[9], au sujet de l'Opération Anthropoid : ce documentaire « s'appuie sur un document inédit et bouleversant : le journal de Jan Kubiš, obtenu des descendants du seul survivant de la famille, massacrée en représailles à l'attentat. »[10]
- 2013 : Matisse et Picasso, la couleur et le dessin[11]
- 2016 : Latifa, une femme dans la République, documentaire sur Latifa Ibn Ziaten, responsable associative et mère d’Imad Ibn Ziaten, parachutiste de l’armée française assassiné le 11 mars 2012 à Toulouse par Mohamed Merah[12]
- 2018 : Les trente courageuses de La Réunion, une affaire oubliée

### Assistante
- 1996 : Trois vies et une seule mort de Raoul Ruiz
- 1984 : Poslední mejdan de Milos Zábranský